# Legoland Windsor
Legoland Windsor is een kindergericht pretpark in Windsor in Engeland. Het park is gethematiseerd rond het speelgoed Lego. Het park opende in 1996 op de site van het vroegere Windsor Safari Park, als het tweede LEGO Group Legoland (het eerste was Legoland Billund in Denemarken). Het park is gelegen nabij Windsor Castle en op ongeveer 13 kilometer ten westen van London Heathrow Airport.
Zoals bij alle andere Legoland parken ter wereld zijn de attracties een mix van lego-decoratie en de attractie zelf. Het park richt zich vooral op kinderen tussen 2 en 12 jaar.
In 2016 had het park 2,18 miljoen bezoekers, wat van Legoland het  meest bezochte pretpark van het Verenigd Koninkrijk maakt. Het staat ook op plaats 10 in Europa.

## Geschiedenis
De LEGO Group begon in 1989 met onderzoek om een tweede Legoland park te openen na Legoland Billund. Er werden meer dan 1000 locaties overwogen.
In januari 1992 werd de site van Windsor Safari Park gekozen als locatie voor het eerste Legoland park buiten Denemarken. De laatste installaties werden afgewerkt in het begin van 1996 en het personeel werd aangenomen. De grote opening vond plaats in maart 1996.
De eerste grote uitbreiding was CastleLand, dat opende op 14 maart 1998.
In 1999 waren er 3 nieuwe toevoegingen aan het park. De eerste was Dragon's Apprentice, dat opende net voor het nieuwe seizoen. The Balloon School had wat minder geluk. De attractie had problemen bij de bouw en opende pas in april.
X-Treme Challenge is een grote waterattractie waarvan de helling gebouwd werd vlak voor St. Leonard's Mansion. De bouw werd afgerond net op tijd voor de grote schoolvakantie in augustus.
Op 20 november 1999 opende Legoland Windsor voor het eerste ook in een winterseizoen. Dit duurde tot 3 januari 2000.
In januari 2000 werd gestart met de bouw van Creation Centre en Rocket Racers.
In 2003 won het park, tezamen met alle andere Legolandparken, een Thea Award.
in 2021 opende het park met Lego Mythica: World of Mythical Creatures een compleet nieuw themagedeelte. In dit nieuwe themagedeelte zijn bij opening drie nieuwe attracties te vinden waaronder Flight of the Sky Lion. Dit is de eerste vlieg simulator attractie van het Verenigd Koninkrijk.

## Attracties
Legoland Windsor telt ongeveer 50 attracties, waaronder:
- Pirate Falls
- Vikings River Splash
- Laser Raiders
- Dragon's Apprentice
- Flight of the Sky Lion
- LEGO NINJAGO The Ride
- The Dragon
- LEGO® City Deep Sea Adventure
- The Haunted House Monster Party

## Themagebieden
Zoals vele pretparken heeft ook Legoland Windsor verschillende onderdelen. De meeste zijn gebaseerd op de producten van Lego.

### The Beginning
Hier beginnen de bezoekers hun reis doorheen het park. De ticketverkoop en de entree, de gastenservices, de jaarpasverkoop en andere faciliteiten zoals toiletten en een bankautomaat bevinden zich hier. Dit onderdeel is steeds toegankelijk, zelfs voor het park opent.

## Afbeeldingen

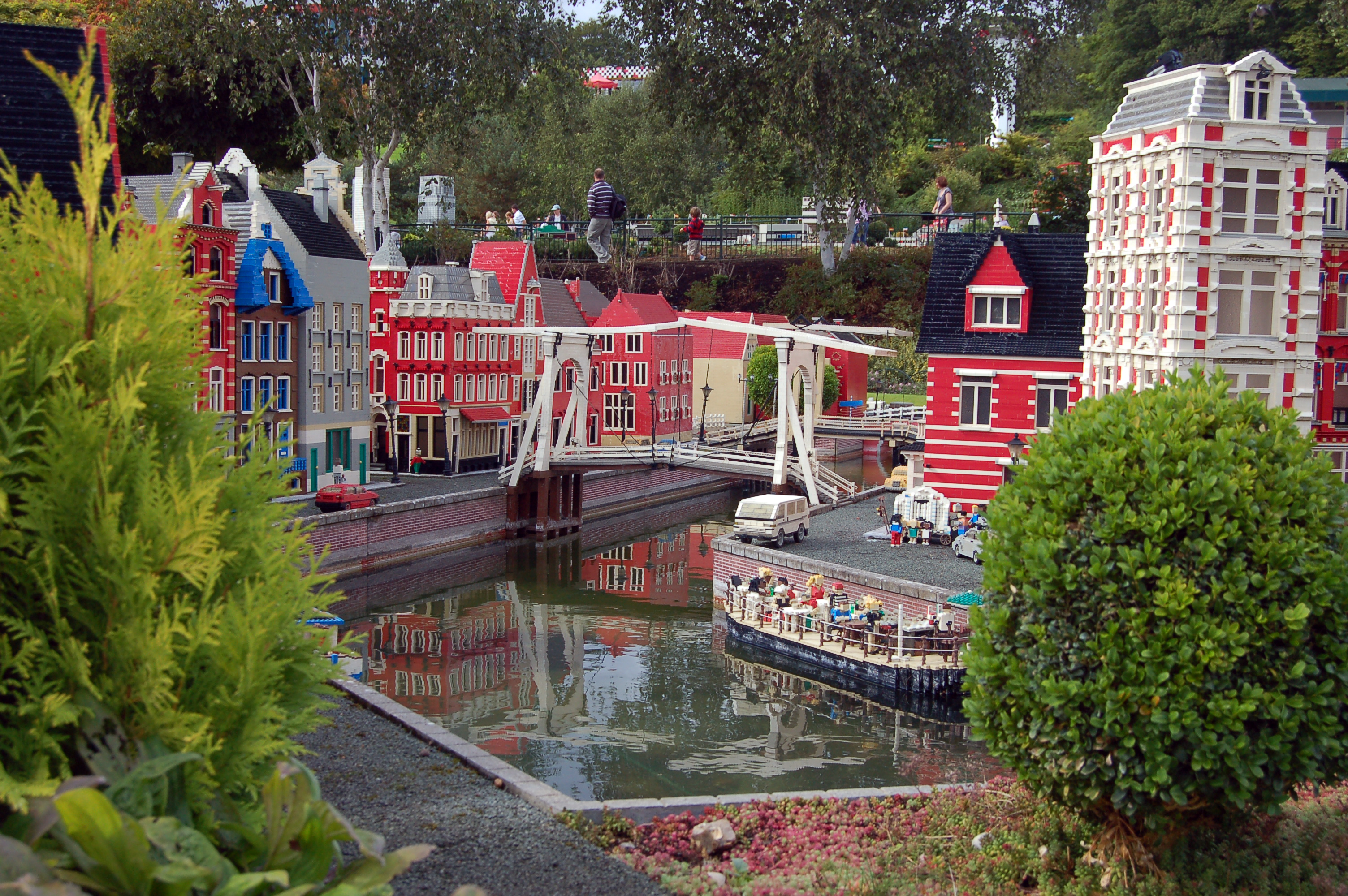
Amsterdam in Miniland.
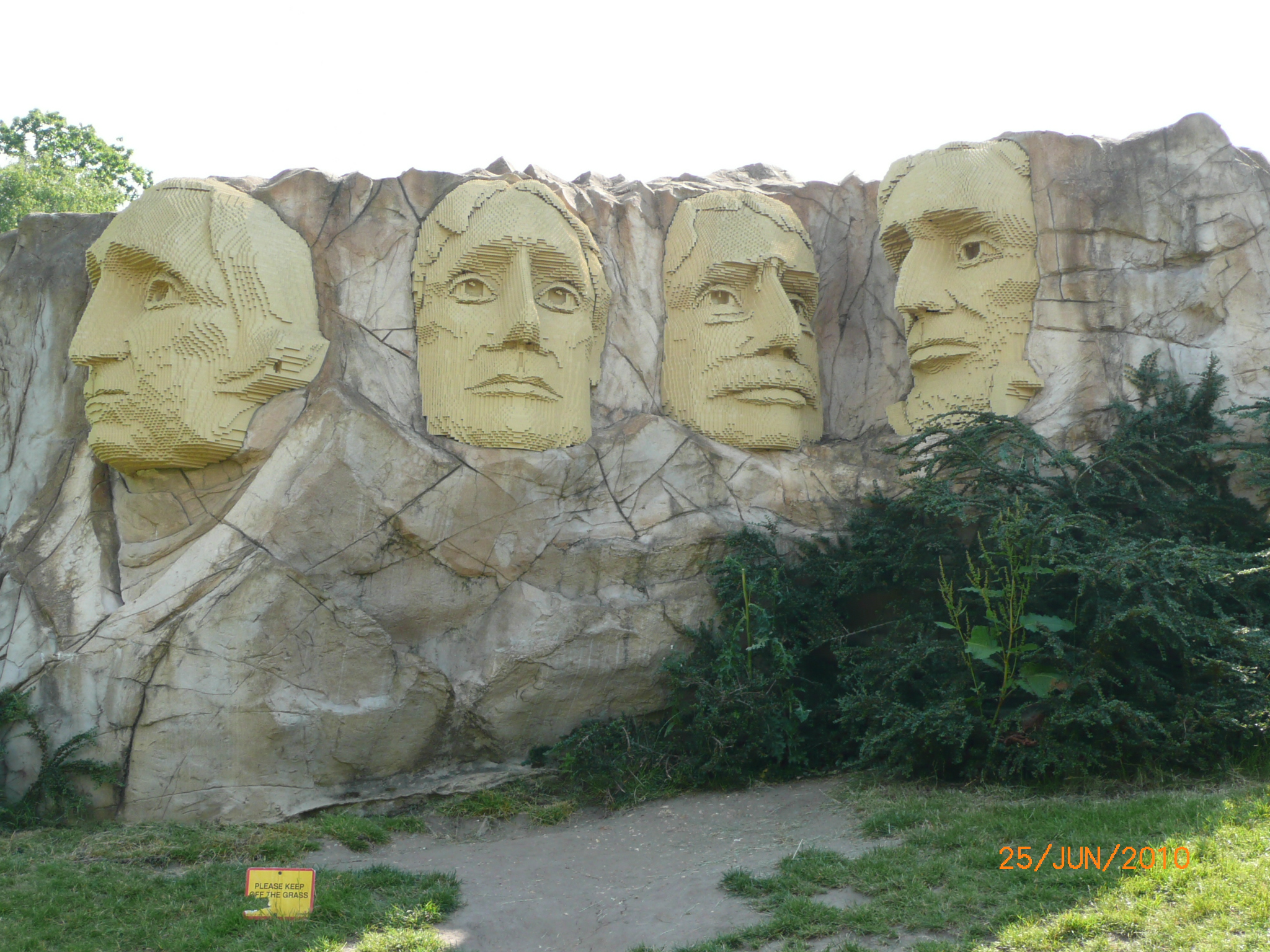
Mount Rushmore in Miniland.
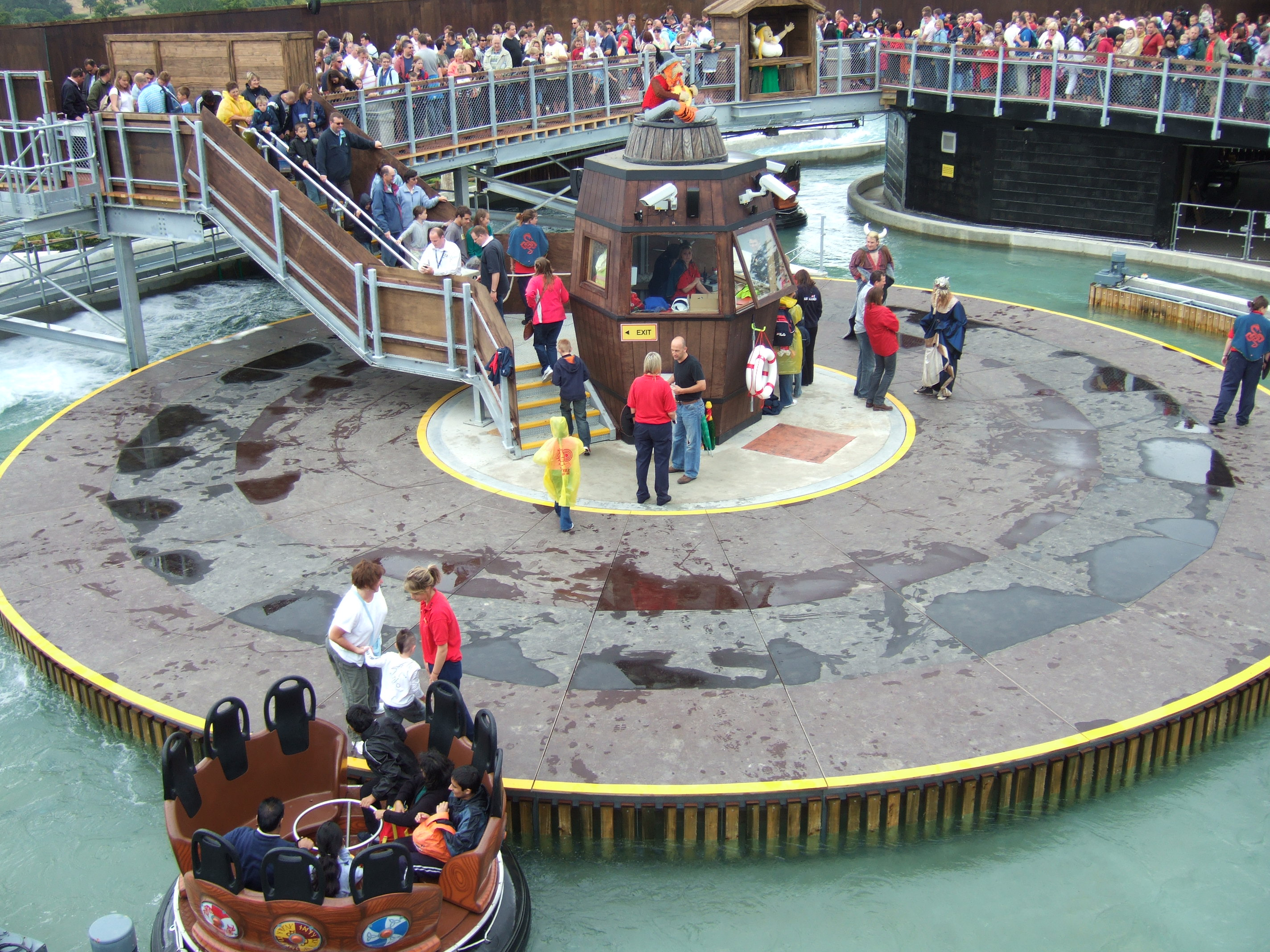
Vikings River Splash
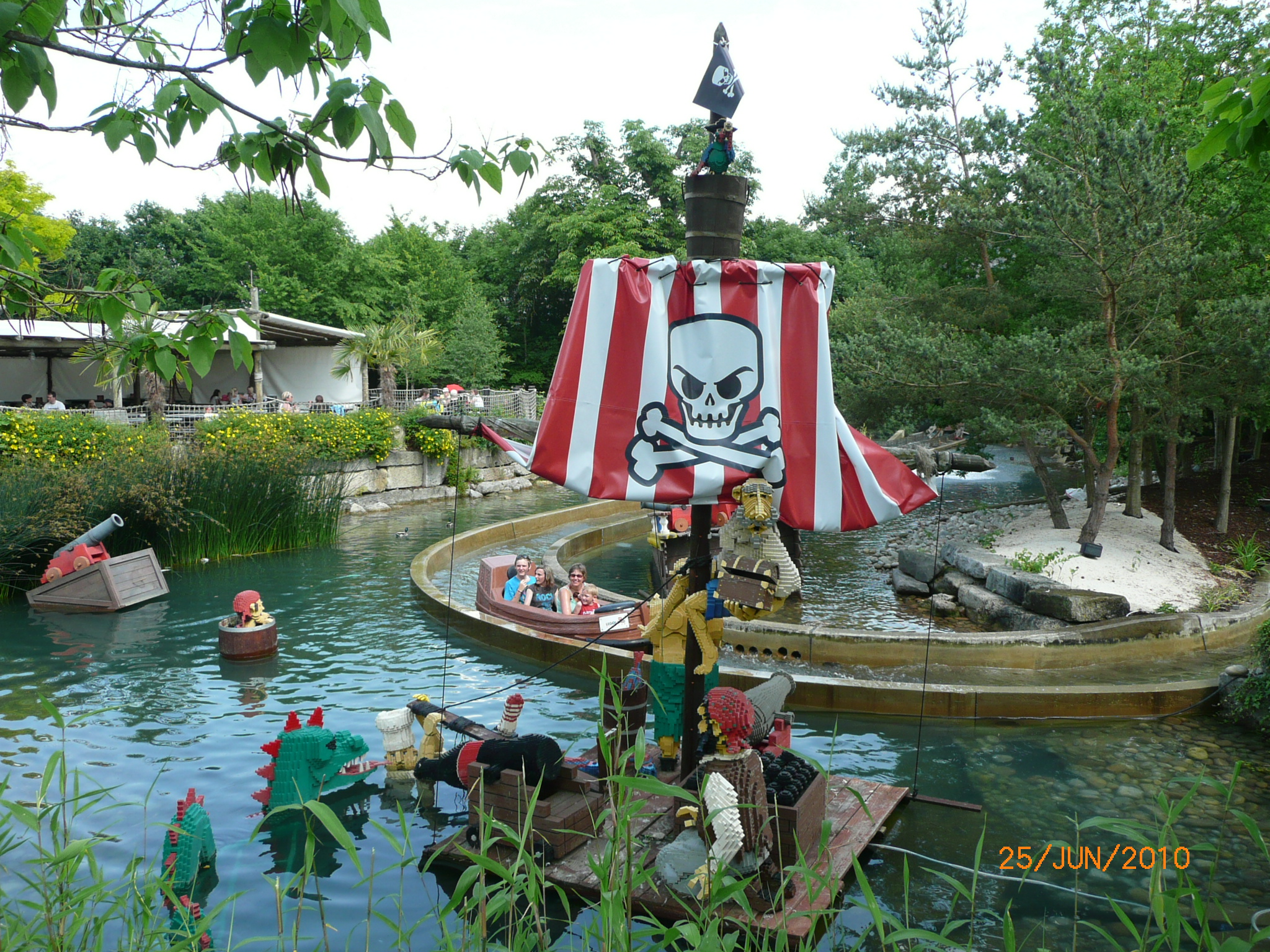
Boomstamattractie Pirate Falls.